# Gary Miller (calciatore)
Gary Miller (Glasgow, 15 aprile 1987) è un calciatore scozzese, difensore o centrocampista del St Cadoc's YC.

## Caratteristiche tecniche
Terzino destro, può essere schierato come difensore centrale o da mediano.

## Carriera
Ha giocato nella prima divisione scozzese.

## Palmarès

### Club

#### Competizioni nazionali
- Scottish Challenge Cup: 1

Ross County: 2010-2011
- Scottish First Division: 1

Ross County: 2011-2012
- Coppa di Scozia: 1

St. Johnstone: 2013-2014